# テックス・ベネキー
テックス・ベネキー（Tex Beneke、1914年2月12日 - 2000年5月30日）は、アメリカ合衆国のサックス奏者、歌手である。グレン・ミラー楽団のメンバーとして有名。名前のテックスというのは、彼の生まれ故郷であるテキサス州から取っている。

## 生涯
1914年にテキサス州のフォートワースで生まれる。9歳の時にアルトサックスの演奏を始め、後にテナーサックスとなる。R・L・パシェル高等学校（R. L. Paschal High School）に入学し、卒業後は1935年から1937年までベン・ヤング・オーケストラに所属していた。
1938年にグレン・ミラー率いるグレン・ミラー楽団に加入。1939年にジョー・ガーランド、ウィンギー・マノン、アンディ・ラゾフが作曲した「イン・ザ・ムード」を演奏。1941年には映画「銀嶺セレナーデ」、1942年には「オーケストラの妻たち」を演奏し、メトロノーム誌で首位を獲得した。
1942年にグレン・ミラー楽団は解散すると、アメリカ陸軍航空軍に入隊し、ホレイス・ヘイトらと共にオクラホマ州で海軍楽隊を率いた。ベネキーは戦後にもっとキャリアをつけるためにミラーと共演しようと思っていて、解散後も連絡を取り合っていた。しかし1944年12月15日にミラーが搭乗していたUC-64が行方不明となったため、叶わなかった。

### グレン・ミラー楽団の再構成

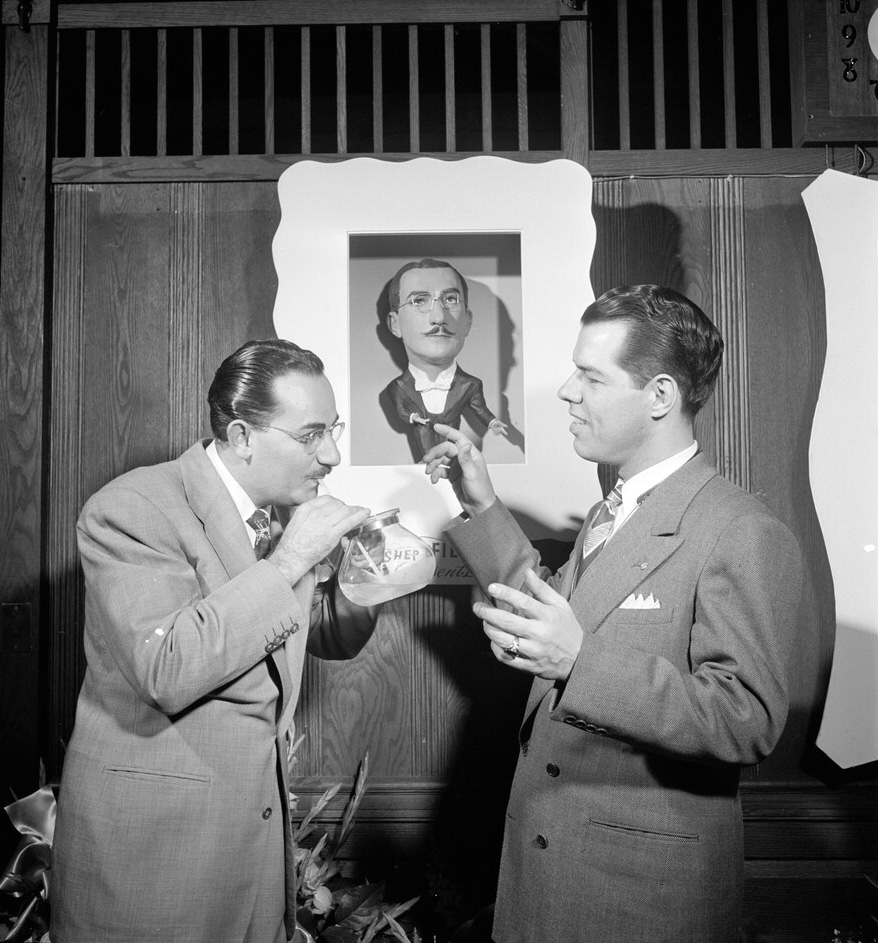
シェップ・フィールズとベネキー、1947年5月16日にウィリアム・ゴットリーブ撮影

戦後にベネキーはミラーの知り合いの呼びかけによりヘンリー・マンシーニらと共にグレン・ミラー楽団を再構成し、1946年1月24日に初公演が行われた。そしてベネキーはバンドを近代化しようとしたが、メンバーらの反対にあい対立し、1950年にバンドを離れた。

### その後
ベネキーは1950年代初頭はコーラル・レコードなどマイナーなレコードレーベルだったことや、ジェリー・グレイ、レイ・アンソニー、ラルフ・フラナガンなどのグレン・ミラー楽団の他の元メンバーと競争していたためあまり成功しなかった。また1954年公開の映画「グレン・ミラー物語」には先述の理由で出演できなかった。その後に自身の楽団を設立。
50年代後半にはスウィング・ジャズへの関心が増し、ラリー・クリントンやグレン・グレイなどと協力し、以前のヒット曲のハイウェイレコードを記録した。ベネキーはサックス奏者や歌手として数十年働き、ディズニーランドで定期的に演奏をしていた。またマーヴ・グリフィンやジョニー・カーソンなどが主催したトーク番組やザ・トゥナイト・ショーなどに参加した。
70年代から80年代にかけて、ベネキーはクラシックなミラーに似たスタイルであり、近代的な素材を使用した楽団を持っていた。ある時には、ジミー・ドーシーのボーカリストであった、 ヘレン・オコネルやボブ・エバリーと一緒にツアーをしたこともある。
ベネキーは1990年代に脳卒中を発症し、サックスを断念せざるを得なくなったが歌手として活動は続けた。1991年にハリウッド・ウォーク・オブ・フェームの星を獲得。その後はコスタメサに住み主に米国西海岸などでツアーをしていた。1996年にビッグバンドとジャズの殿堂入りする。
2000年5月30日に、カリフォルニア州コスタメサの自宅で呼吸不全により86歳で死去。テキサス州のグリーンウッド記念公園に埋葬された。

## 私生活
ベネキーは人生で三度結婚している。最初にマーガレット・グリフィスと結婚し、1968年に亡くなった後にベティ・ビーストームと結婚。彼女は1978年に亡くなり1983年にサンドラ・ルシル・アダムスと結婚した。ベネキーは生涯子どもがいなかった。

## 主な演奏曲
- イン・ザ・ムード （In The Mood）
- ムーンライト・セレナーデ （Moonlight Serenade）
- 真珠の首飾り （String of Pearls）
- チャタヌーガ・チュー・チュー （Chattanooga Choo Choo）
- カラマズーの娘 （I've got a Gal in Kalamazoo）
- 素敵な人 （A Wonderful Guy）
- アイム・ヘッディン・フォー・カリフォルニア （I'm Headin' For California）
- ウッドペッカー・ソング （The Woodpecker Song）